# Коли Бог був кроликом
«Коли Бог був кроликом» (англ. When God Was a Rabbit) — книжка Сари Вінман, яка вперше вийшла 2011 року. Письменниця здобула за неї різні нагороди, зокрема Новий письменник року в Galaxy National Book Awards , а книжка була серед книжок, які обрали Річард і Джуді для Літнього книжкового клубу 2011 року.

## Короткий зміст
Роман «Коли Бог був кроликом» розповідає про життя дівчинки – Елеонори Мод (скорочено Еллі) – яка спочатку зростає в Ессексі, а потім у Корнуоллі, та про різних персонажів, яких вона зустрічає і з якими товаришує на своєму шляху. Книжку названо на честь Бога, домашнього кролика, якого подарував Еллі її брат, який був її постійним супутником у дитинстві. Загалом це історія про кохання у всіх його формах, що оточує центральних героїв, Еллі, її брата та їхню родину і друзів.

## Нагороди
- Новий письменник року в Galaxy National Book Awards (Великобританія), 2011[1]
- Премія Newton First Book Award на Единбурзькому міжнародному книжковому фестивалі (Велика Британія), 2011[3][4]
- Waterstones11 (Великобританія), 2011[5]
- The Exclusive Books Boeke Prize (Південна Африка), 2011

## Рецензії
- Клаудія Фіцгерберт: Тріумф і катастрофа, The Spectator, 19 березня 2011 р.
- Ентоні Каммінс: Fiction in Brief, The Telegraph, 28 березня 2011 р.
- Річард Мадлі та Джуді Фініґан: Огляд: Коли Бог був кроликом, літо 2011 р.
- Девід Гебблтуейт: огляд книги Сари Вінман, The Huffington Post, 14 грудня 2011 р.